# Karol Celiński
Karol Celiński (ur. 22 czerwca 1980 w Olsztynie) – polski zawodnik mieszanych sztuk walki (MMA) wagi półciężkiej oraz ciężkiej. Wielokrotny uczestnik amatorskich zawodów MMA, w tym zwycięzca 5 edycji Amatorskiej Ligi Mieszanych Sztuk Walki (ALMMA) z 2009 roku. Były zawodnik MMA Atack czy KSW, aktualnie związany z ACA.

## Kariera MMA
W 2008 roku wygrał zawody na Mistrzostwach Polski Amatorskiego MMA w kat. +93 kg. Rok później zwyciężył na 5 edycji Amatorskiej Ligi Mieszanych Sztuk Walki (ALMMA) w kat. open.  W marcu tego samego roku stoczył swój pierwszy zawodowy pojedynek MMA. W swoim debiucie uległ Arturowi Głuchowskiemu przez jednogłośną decyzję sędziowską po trzech rundach. Kolejne dwa pojedynki wygrywał przed czasem, poddając swoich przeciwników.
W 2009 roku przegrał z Danielem Omielańczukiem na gali Fight Club Koszalin przez decyzję sędziowską.
W latach 2010-2011 stoczył sześć wygranych pojedynków m.in. na gali Iron Fist 2 pokonał Edwina Raczyńskiego, na ProFight 6 zwyciężył przez techniczny nokaut Temistoklesa Tarasiewicza, oraz 13 grudnia 2011 roku szybko znokautował okrężnym kopnięciem na głowę Rafała Domalewskiego na Olimp Extreme Fight.
W kwietniu tego samego roku przegrał w Rydze z rosyjskim zawodnikiem Witalijen Minakowem przez TKO, równocześnie przerywając tym samym passe siedmiu zwycięskich pojedynków od 2009 roku.
7 kwietnia 2013 zremisował na prestiżowej gali MMA Attack z byłym tryumfatorem turnieju KSW Michałem Fijałką. Od razu po walce zaczęto spekulować o rewanżu który po czasie został zaplanowany na 5 października w Stargardzie Szczecińskim. Celiński wygrał rewanżowe starcie poddając rywala duszeniem zza pleców pod koniec 2. rundy.

## Inne formuły
Przed startami w MMA trenował 4 lata boks.
W 2011 roku stoczył debiutancką walkę w formule sanda podczas pierwszej organizowanej gali w Polsce – King of Sanda. Celiński przegrał pojedynek przez decyzję z Tomaszem Sararą.

## Osiągnięcia

### Mieszane sztuki walki
- 2009: Amatorska Liga Mieszanych Sztuk Walki 5 – 1. miejsce w kat. open.
- 2008: Otwarte Mistrzostwa Polski Amatorskiego MMA – 1. miejsce w kat. +93 kg.

## Lista walk w MMA
| Wynik     | Bilans  | Przeciwnik (bilans przed walką)    | Rozstrzygnięcie                                         | Runda | Czas | Rozgrywki                             | Data       | Miejsce              | Uwagi                                                                 |
| --------- | ------- | ---------------------------------- | ------------------------------------------------------- | ----- | ---- | ------------------------------------- | ---------- | -------------------- | --------------------------------------------------------------------- |
| Przegrana | 18-10-1 | Dmytro Mikuca (10-6)               | TKO (kolana i ciosy pięściami)                          | 1     | 3:50 | ACA 122: Johnson vs. Poberezhets      | 23.04.2021 | Mińsk                |                                                                       |
| Wygrana   | 18-9-1  | Luke Barnatt (15-8)                | Decyzja (jednogłośna)                                   | 3     | 5:00 | ACA 109: Haratyk vs. Strus            | 20.08.2020 | Łódź                 |                                                                       |
| Przegrana | 17-9-1  | Jewgienij Egemberdijew (10-2)      | TKO (ciosy łokciami w parterze)                         | 1     | 2:24 | ACA 105                               | 06.03.2020 | Ałmaty               |                                                                       |
| Wygrana   | 17-8-1  | Sami Antar (4-1)                   | Decyzja (jednogłośna)                                   | 3     | 5:00 | ACA 101                               | 15.11.2019 | Warszawa             |                                                                       |
| Przegrana | 16-8-1  | Luke Barnatt (14-7)                | KO (cios pięścią)                                       | 1     | 1:29 | ACA 96                                | 08.06.2019 | Łódź                 |                                                                       |
| Przegrana | 16-7-1  | Dowledżchan Jagszimuradow (16-5-1) | TKO (ciosy łokciami)                                    | 4     | 4:17 | ACA 92                                | 16.02.2019 | Warszawa             | Walka o pas ACA w wadze półciężkiej                                   |
| Wygrana   | 16-6-1  | Luke Barnatt (14-5)                | Decyzja (jednogłośna)                                   | 3     | 5:00 | ACB 88: Brisbane                      | 16.06.2018 | Brisbane             | Main Event                                                            |
| Wygrana   | 15-6-1  | Maksim Futin (7-4-1)               | Decyzja (jednogłośna)                                   | 3     | 5:00 | ACB 71                                | 30.09.2017 | Moskwa               |                                                                       |
| Wygrana   | 14-6-1  | Vinny Magalhães (14-8)             | Decyzja (jednogłośna)                                   | 3     | 5:00 | ACB 63: Celiński vs Magalhaes         | 01.07.2017 | Gdańsk/Sopot         | Main Event                                                            |
| Wygrana   | 13-6-1  | Łukasz Parobiec (13-5)             | TKO (ciosy pięściami)                                   | 3     | 4:06 | ACB 53: Young Eagles 15               | 18.02.2017 | Olsztyn              |                                                                       |
| Przegrana | 12-6-1  | Tomasz Narkun (9-2)                | Poddanie (duszenie zza pleców)                          | 1     | 2:17 | KSW 31: Materla vs. Drwal             | 23.05.2015 | Gdańsk/Sopot         |                                                                       |
| Wygrana   | 12-5-1  | Tomasz Kondraciuk (11-4)           | TKO (przerwanie przez narożnik)                         | 3     | 2:07 | KSW 29: Reload                        | 06.12.2014 | Kraków               | Bonus za walkę wieczoru                                               |
| Przegrana | 11-5-1  | Goran Reljić (12-4)                | Decyzja (jednogłośna)                                   | 3     | 5:00 | KSW 26: Materla vs. Silva III         | 22.03.2014 | Warszawa             | Debiut w KSW                                                          |
| Wygrana   | 11-4-1  | Michał Fijałka (8-3-1)             | Poddanie (duszenie zza pleców)                          | 2     | 3:59 | Arena Berserkerów 4                   | 05.10.2013 | Stargard Szczeciński | Bonus za walkę wieczoru                                               |
| Remis     | 10-4-1  | Michał Fijałka (8-3)               | Remis (większościowy)                                   | 3     | 5:00 | MMA Attack 3                          | 27.04.2013 | Katowice             | Debiut w MMA Attack                                                   |
| Wygrana   | 10-4    | Juryj Horbenko (8-13)              | Poddanie (duszenie trójkątne nogami)                    | 1     | 3:28 | ProFC 43: Baltic Challenge            | 26.10.2012 | Królewiec            | Zejście do wagi półciężkiej (-93 kg)                                  |
| Przegrana | 9-4     | Witalij Minakow (6-0)              | TKO (przerwanie przez narożnik)                         | 1     | 0:55 | Faxe Forward Challenge 2012           | 14.04.2012 | Ryga                 |                                                                       |
| Wygrana   | 9-3     | Wasilij Kachan (0-0)               | Poddanie (ciosy pięściami)                              | 2     | 3:12 | Olimp Extreme Fight: Polska vs Węgry  | 24.02.2012 | Rzeszów              | Ćwierćfinał turnieju Carpathian Primus Belt wagi ciężkiej (+93 kg)    |
| Wygrana   | 8-3     | Rafał Domalewski (0-0)             | KO (kopnięcie okrężne w głowę)                          | 1     | 0:30 | Olimp Extreme Fight                   | 13.11.2011 | Rzeszów              | Pierwsza runda turnieju Carpathian Primus Belt wagi ciężkiej (+93 kg) |
| Wygrana   | 7-3     | Temistokles Teresiewicz (2-3-2)    | TKO (soccer kicki i ciosy pięściami)                    | 1     | 1:47 | Pro Fight 6                           | 04.06.2011 | Włocławek            |                                                                       |
| Wygrana   | 6-3     | Michał Gutowski (2-0)              | TKO (uderzenia kolanem i ciosy pięściami)               | 1     | 0:58 | Olsztyn Boxing Night                  | 11.03.2011 | Olsztyn              |                                                                       |
| Wygrana   | 5-3     | Jakub Beresiński (0-0)             | Dyskwalifikacja (uderzenia w krocze przez Beresińkiego) | 2     | 2:28 | MMA Fighting                          | 22.01.2011 | Słupsk               |                                                                       |
| Wygrana   | 4-3     | Janosch Stefan (2-0)               | Poddanie (duszenie zza pleców)                          | 3     | 2:16 | IFF – The Eternal Struggle            | 08.10.2010 | Dąbrowa Górnicza     |                                                                       |
| Wygrana   | 3-3     | Edwin Raczyński (2-3)              | Decyzja (jednogłośna)                                   | 3     | 5:00 | Iron Fist 2                           | 13.12.2009 | Szczecin             |                                                                       |
| Przegrana | 2-3     | Rokas Stambrauskas (6-3)           | Decyzja (jednogłośna)                                   | 3     | 5:00 | Real Fights 7                         | 13.12.2009 | Wilno                |                                                                       |
| Przegrana | 2-2     | Daniel Omielańczuk (0-0)           | Decyzja (jednogłośna)                                   | 2     | 5:00 | Fight Club Koszalin                   | 17.10.2009 | Łobez                |                                                                       |
| Wygrana   | 2-1     | Waldemar Goliński (0-0)            | Poddanie (dźwignia prosta na staw łokciowy)             | 3     | 0:59 | PAMMAA – Mistrzostwa Polski Północnej | 15.09.2007 | Wrocław              |                                                                       |
| Wygrana   | 1-1     | Łukasz Babik (0-0)                 | Poddanie (dźwignia trójkątna na staw łokciowy)          | 2     | 3:56 | Night of Champions – Łódź             | 14.06.2008 | Łódź                 |                                                                       |
| Przegrana | 0-1     | Artur Głuchowski (0-1)             | Decyzja (jednogłośna)                                   | 2     | 5:00 | Piecobiogaz Boxing Team 2             | 29.03.2008 | Poznań               | Debiut w MMA                                                          |

## Lista walk w kickboxingu
| Wynik   | Bilans | Przeciwnik (bilans przed walką) | Rozstrzygnięcie       | Runda | Czas | Rozgrywki                                        | Data       | Miejsce  | Uwagi |
| ------- | ------ | ------------------------------- | --------------------- | ----- | ---- | ------------------------------------------------ | ---------- | -------- | ----- |
| Wygrana | 1-0    | Tamerlan Asłanow                | Decyzja (jednogłośna) | 3     | 3:00 | DSF Kickboxing Challenge 14: Różalski vs. Graham | 13.04.2018 | Warszawa |       |